# Croton leptostachyus
Pour Croton leptostachyus var. truxillanus, (Pittier) Croizat, voir Croton truxillanus.
Espèce
Croton leptostachyus est une espèce de plantes à fleurs du genre Croton et de la famille Euphorbiaceae présente en Colombie.
C'est un arbuste pouvant atteindre entre 1 et 2 m de hauteur qui pousse dans diverses régions de Colombie, entre 200 et 2100 m d’altitude.

## Taxonomie
Cette espèce a pour synonymes :
- Croton leptostachyus var. genuinus, Müll.Arg, 1866
- Croton leptostachyus var. malacophyllus, (Benth.) Müll.Arg., 1866
- Croton leptostachyus var. spathulatus, Müll.Arg., 1866
- Croton malacophyllus, Benth., 1846
- Oxydectes leptostachya, (Kunth) Kuntze